# Баланс светочувствительности

Характеристические кривые слоёв цветного фотоматериала, разбалансированного по светочувствительности. H — экспозиция, D — оптическая плотность. Сдвиг кривой вправо соответствует меньшей светочувствительности

Баланс светочувствительности цветного фотографического материала (или цветного фотографического процесса) — характеристика, выражающая степень соответствия значений светочувствительности трёх основных слоёв многослойного фотоматериала или каналов цветоделения.
Величина баланса светочувствительности определяется как отношение максимальной из трёх к минимальной светочувствительности. Определяются их значения из характеристических кривых каждого из слоёв.
Измеряется при использовании источников света с определённой для данного материала цветовой температурой
Нарушение баланса светочувствительности происходит:
- Из-за нарушений технологии изготовления цветного фотоматериала;
- Изменения условий проявления цветного фотоматериала;
- Вследствие длительного хранения;

Проявляется в преобладании какого-либо светового тона на изображении.
Компенсируется при печати корректирующими светофильтрами.